# Divers droite
Pour les articles homonymes, voir DVD (homonymie).
Divers droite (abrégée en DVD) est, en France, une nuance et de facto étiquette politique sous laquelle s'intègrent les candidats apparentés à la droite mais qui ne sont membres d'aucun parti, ayant quitté — même provisoirement — leur formation politique initiale ou en ayant été exclus.
Cette nuance est attribuée à toute liste apparentée à la droite ou soutenue, mais non officiellement investie par un parti dit de droite. De même, cette nuance est attribuée aux candidats dissidents de partis dits de droite ainsi qu'aux candidats ne revendiquant aucune étiquette, mais dont le parcours et les positions permettent de les classer en tant que tel. Enfin, un candidat peut également revendiquer lui-même cette nuance.
En cas d'exclusion d'un parti, cette étiquette peut être provisoire ; par exemple pour les dissidents s'étant présentés contre le candidat officiel de leur parti. En cas de victoire, au bout de quelques mois et d'au maximum deux ans, ces dissidents sont généralement réintégrés par leur parti. C'est le cas par exemple de Pierre Charon ou de Jacques Gautier.
De 2001 à 2008, la déclaration de nuance politique « sans étiquette » n'étant plus autorisée par le ministère de l'Intérieur, les candidats et listes se présentant comme « sans étiquette » ont alors été classés comme DVD « divers droite » ou DVG « divers gauche » selon leur tendance politique déclarée ou supposée ; en 2008, l'introduction de la nuance LDIV pour liste « divers » permet de contrebalancer ce dispositif.
Au Parlement, un élu ou un candidat membre d'un parti qui compte trop peu d'élus pour constituer à lui seul un groupe parlementaire sera qualifié, pour simplifier, de DVD ou DVG.